# Канонерські човни типу «Бленда»
Канонерські човни типу «Бленда» - тип канонерських човнів у військово-морських силах Швеції. Тип включав дев'ять кораблів.

## Конструкція
Їх часто називали першими сучасними бойовими кораблями флоту, попри те, що вони одночасно були останніми шведськими військовими кораблями з допоміжним вітрильним оснащенням. Їхнє основне озброєння складалося з 274-мм гармати в поворотній башті в носовій частині, а допоміжне озброєння — з дульнозарядної 120 мм гармати в кормовій частині.

## Проєктування та будівництво
Кораблі були спроектовані Гете Вільгельмом Свенсоном, і всі вони отримали жіночі імена, взяті зі скандинавської міфології. Тому їх часто назиавали «дівчатами Свенсона». Вони були побудовані на чотирьох верфях у Швеції між 1874 і 1882 роками. «Бленда» був побудований на верфі Ліндхолмес у Гетеборзі, «Урть» на верфі Кокус у Мальме, «Рота», «Скагіль» та «Скагіль» «Фегальт»на верфі Bergsund у Стокгольмі, а «Диса», «Варданде»,«Скульд» та «Еда» на морській верфі в Карлскруні.

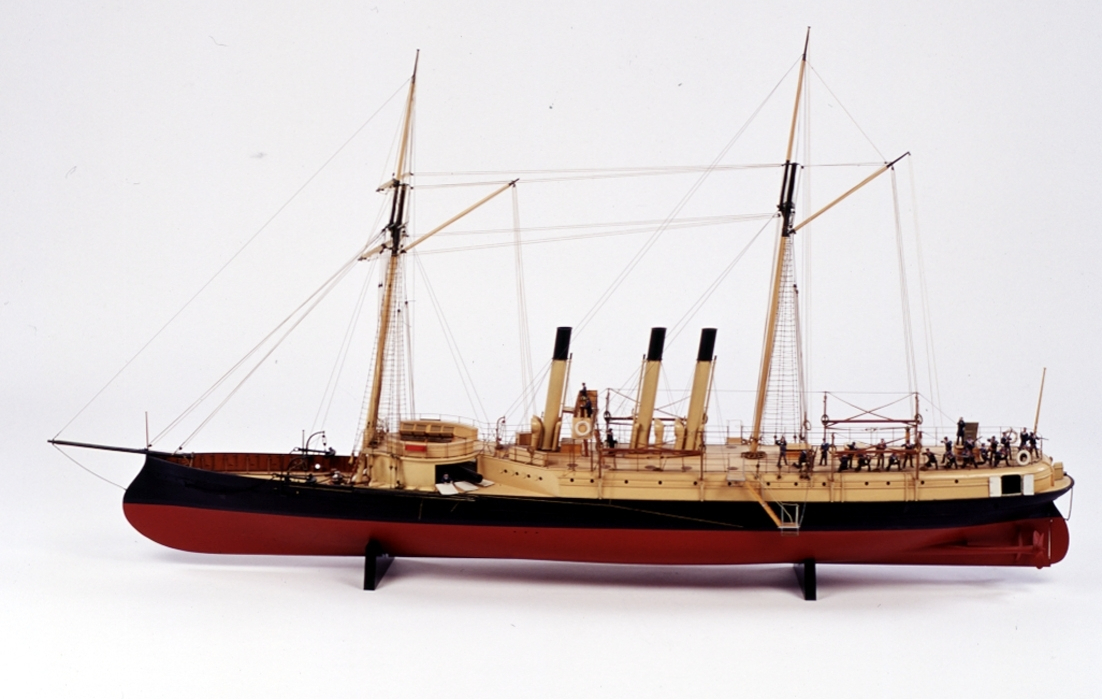
Модель «Бленди» у тому вигляді, як корабель почав службу, Музей морської історії у Стокгольмі

## Служба
Протягом 1890-х років усі кораблі цього типу були модернізовані, але швидкий технологічний розвиток на рубежі століть незабаром зробив їх безнадійно застарілими. Тому їх перебудували для інших цілей. «Урть»  зазнав аварії в 1913 році після зіткнення з броненосцем берегової оборони «Оден». Інші канонерські човни були поступово виведені з експлуатації протягом 1920-х років. «Бленда» став не лише першим, але і останнім кораблем свого типу - його вивели з експлуатації в 1943 році.